# BIMODALIDADE (Linguagem)
Na área da linguística e da educação, especialmente no campo dos estudos surdos e da comunicação alternativa em contextos que envolvem pessoas surdas ou com deficiência auditiva, o termo bimodalidade refere-se ao uso simultâneo de duas modalidades linguísticas distintas: a modalidade visual-espacial, representada por uma língua de sinais, e a modalidade oral-auditiva, representada por uma língua oral.
O conceito de bimodalidade, segundo Maria Cecília Rafael de Góes (1994), refere-se à comunicação bimodal como a utilização conjunta da língua oral e da língua de sinais em um mesmo ato comunicativo, integrando as modalidades auditivo-vocal e visuo-espacial. Essa prática é comumente empregada por pais ouvintes de crianças surdas como recurso para facilitar a interação e estimular o processo de aquisição de linguagem.
A aquisição bimodal, classificada por Cruz e Finger (2013), é a situação em que o indivíduo adquire uma língua não oral e uma oral. A criança exposta à linguagem falada e sinalizada desde o nascimento em uma situação bilíngue é certamente comparável a uma criança exposta a duas línguas faladas desde o nascimento. Por exemplo, uma professora pode falar em português enquanto sinaliza simultaneamente em Libras para um aluno surdo, favorecendo o acesso à informação por meio dos dois canais.
O bimodalismo é considerado uma estratégia útil de mediação linguística, mas não constitui uma língua própria. A simultaneidade nem sempre é perfeita, já que cada língua possui sua própria estrutura sintática. Por isso, a comunicação bimodal pode resultar em interferências linguísticas ou estruturas híbridas.
É importante diferenciar o termo bimodal do termo bilíngue. Enquanto o bilinguismo envolve o domínio funcional de duas línguas distintas (com ou sem simultaneidade), o bimodalismo diz respeito especificamente à modalidade de uso simultâneo de duas línguas de diferentes canais sensoriais.
Portanto, a principal diferença entre os dois conceitos está na forma de uso e na modalidade envolvida: enquanto o bimodalismo se caracteriza pelo uso simultâneo de línguas em modalidades diferentes, o bilinguismo envolve o uso funcional de duas línguas, podendo ou não serem de modalidades distintas, e não exige simultaneidade. Além disso, o bimodalismo é geralmente uma estratégia comunicativa circunstancial, enquanto o bilinguismo implica em um processo de aquisição e competência plena nas duas línguas.